# Hamid-ad-Din Abu-Bakr Úmar ibn Mahmud
Hamid-ad-Din Abu-Bakr Úmar ibn Mahmud, més conegut com a Hamidí fou un poeta persa nascut a la ciutat de Balkh avui a l'Afganistan, mort el 1164.
El 1156 va escriure un recull de vint-i-tres sessions, una mena de sainets molt populars.